# Glacier du Taillon
Le glacier du Taillon est un glacier de cirque, dans les Pyrénées. Il est situé à l'ouest du cirque de Gavarnie, sur le versant nord de la frontière franco-espagnole, dans le Lavedan, dans le département français des Hautes-Pyrénées en Occitanie.

## Géographie
Le glacier se développe entre le pic du Taillon et la pointe Bazillac, au pied de la Fausse Brèche. Il est scindé en trois parties autrefois jointes. Il est facilement accessible depuis le sentier de la brèche de Roland, ce qui a facilité son observation. C'est l'un des mieux documentés du versant français avec le glacier d'Ossoue.
Ses eaux de fonte alimentent le gave de Gavarnie.

## Histoire

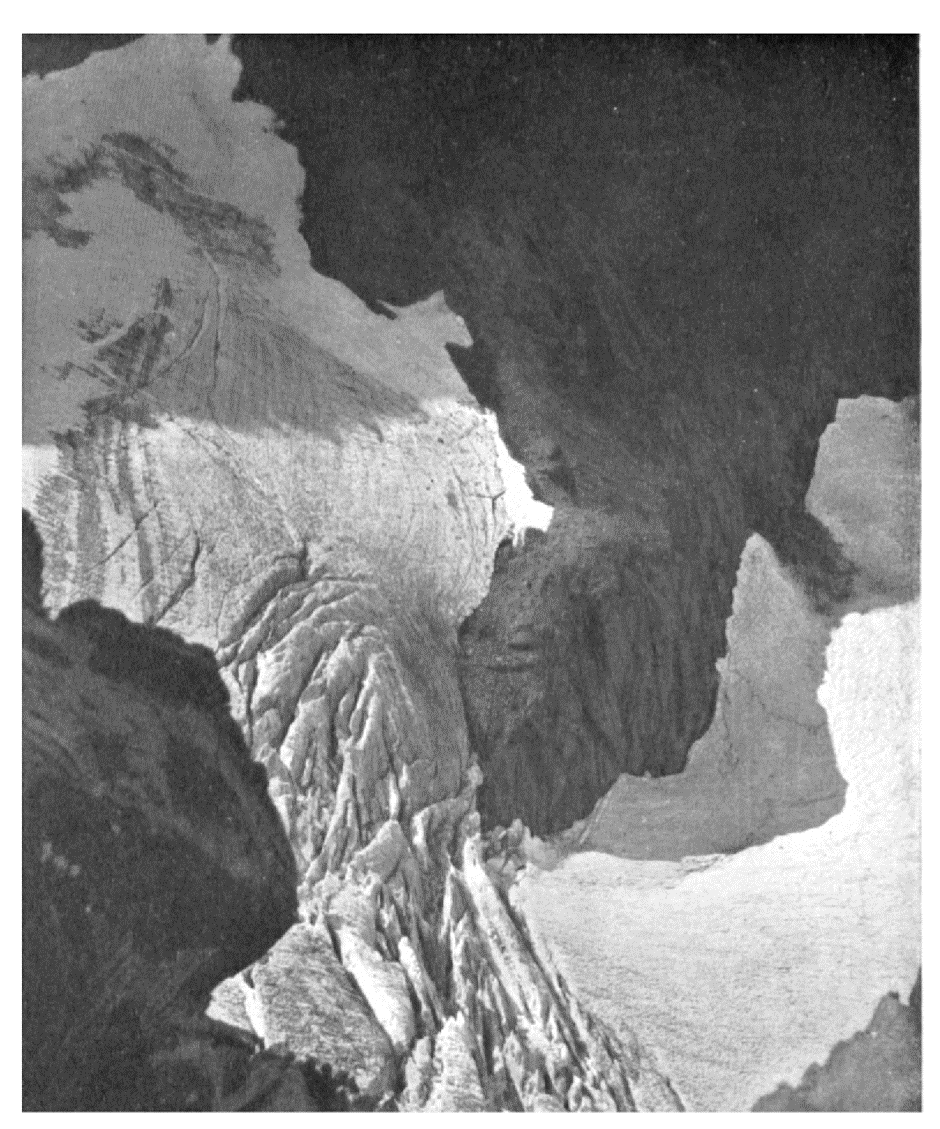
Vue du glacier de la Fausse Brèche se jetant dans le glacier du Taillon, le 11 septembre 1906

Au petit âge glaciaire, le glacier prenait naissance à la Fausse Brèche et descendait jusqu'à 2 240 mètres d'altitude, ce qui en faisait le second plus bas de la chaîne derrière le glacier des Oulettes de Gaube. Il mesurait alors 0,40 km2 et s'étendait sur 1,2 km.
Début 1900, le glacier compte encore 0,35 km2. C'est à cette époque qu'a lieu un premier morcellement : la partie la plus élevée s'est scindée du reste de l'appareil, formant le glacier de la Fausse Brèche.
Fort de ses 0,26 km2 en 1985, il se voit réduit à 0,12 km2 en 2007. Cette même année a lieu un nouveau morcellement dans la partie centrale du glacier au niveau d'une barre rocheuse.
En 2020, il ne reste plus 0,09 km2 de glace répartie sur les trois gradins. Seuls les deux plus bas conservent encore quelques crevasses.